# Tiko United Football Club
El Tiko United FC és un club de futbol camerunès de la ciutat de Tiko.
Va ser fundat als anys 1960s com a CDC Tiko. Juga a l'estadi de Molyko de Buea des de 2007. Anteriorment havia jugat al Tiko Town Green Stadium.

## Palmarès
- Lliga camerunesa de futbol:[2]
  - 2009